# Черноглав скорец
Черноглав скорец (Sturnia pagodarum) е вид птица от семейство Скорецови (Sturnidae).

## Разпространение и местообитание
Видът е разпространен в блатистите райони на Непал и Индия. През зимата може да се види в Шри Ланка, а през лятото в части от западните и североизточни части на Хималаи. Забелязан е също и в равнините на Пакистан.
Въпреки че обитава главно равнините, има няколко записа от над 3000 метра над морското равнище.